# Dinar Líneas Aéreas
Dinar Líneas Aéreas fue una aerolínea argentina, con sede en la ciudad de Salta, que operó entre los años 1992 y 2002, ofreciendo diversos servicios de vuelos chárter y regulares a diferentes destinos de Argentina y Sudamérica, con base en la Ciudad de Buenos Aires. En sus épocas de mayor éxito comercial Dinar se destacó por su promocionada seguridad, puntualidad y un exclusivo menú de a bordo supervisado por el reconocido chef Gato Dumas.

## Destinos
Los destinos regulares de cabotaje fueron: Buenos Aires, Jujuy, Salta, Tucumán, Iguazú, Posadas, San Juan, Mendoza, Córdoba, Rosario, Neuquén, Bariloche, Bahía Blanca, Comodoro Rivadavia, Río Gallegos, Villa Gesell y Mar del Plata.
Los destinos chárter principales eran: Florianópolis, Maceió, Río de Janeiro, Salvador de Bahía, San Pablo, Puerto Seguro, Cancún, Sint Maarten, Aruba, Punta Cana, Margarita, La Habana y Varadero.

## Flota
La flota de Dinar estuvo compuesta por 
- 3 Douglas DC-9-34
- 1 McDonnell Douglas MD-80
- 7 Boeing 737-200

- Datos: Q5277945
- Multimedia: Dinar Líneas Aéreas / Q5277945